# Carlos Bocanegra
Pour les articles homonymes, voir Bocanegra (homonymie).
Carlos Bocanegra, né le 25 mai 1979 à Upland (Californie), est un joueur international américain de soccer. Capitaine de la sélection américaine de 2007 à 2013, il joue durant sa carrière au poste de défenseur et participe à plus d'une centaine de rencontres sous le maillot national. Il est actuellement le directeur technique d'Atlanta United, club de MLS.

## Biographie

### Fulham FC

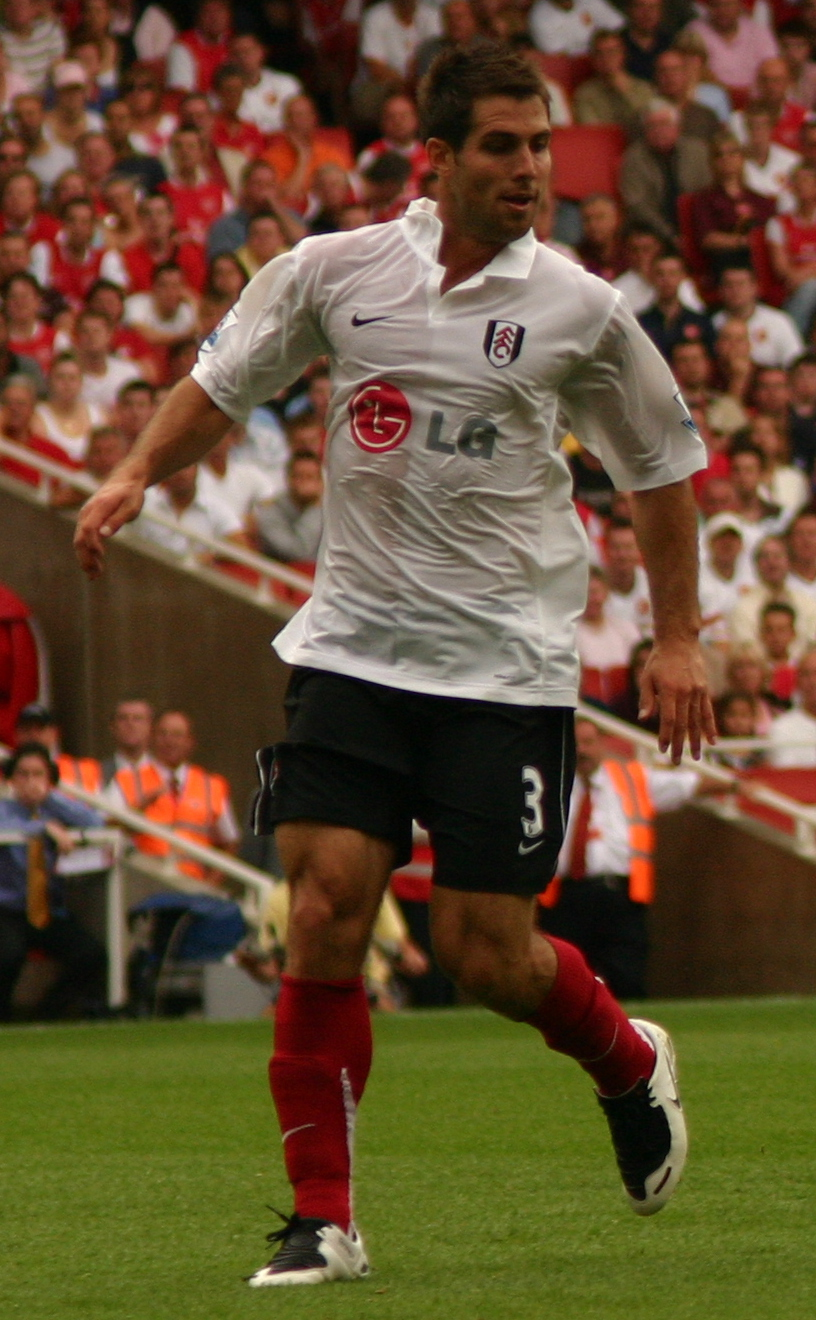
Bocanegra sous le maillot de Fulham en 2007.

Carlos Bocanegra rejoint en 2003 le Fulham FC en Premier League.

### Stade rennais
Après cinq saisons passées en Angleterre dans le club du Fulham FC, il s'engage le 24 juin 2008 pour trois ans avec le club français du Stade rennais.
Le 9 mai 2009, il est finaliste de la Coupe de France et marque l'unique but des Rennais à la 69e minute : victoire 2-1 de l'En Avant de Guingamp grâce à un doublé d'Eduardo Ribeiro aux 72e et 83e minutes.

### AS Saint-Étienne
Le 23 juillet 2010, Bocanegra est transféré de Rennes à l'AS Saint-Étienne et signe en faveur des Verts un contrat de deux ans.
Le 5 décembre 2010, il marque son premier but en Ligue 1 et permet aux Verts de revenir à 2-2 face aux Girondins de Bordeaux lors de la 16e journée de championnat. Il marque son second but lors du derby contre l'Olympique lyonnais, ce qui n'empêche pas les Verts de s'incliner 4-1 au Stade Geoffroy-Guichard.

### Glasgow Rangers
En août 2011, il signe un contrat de trois ans en faveur du club écossais du Rangers FC.

### Racing Santander
Le 31 août 2012, il est prêté pour une saison au Racing de Santander.

### Chivas USA
Le 1er juillet 2013, il signe au Chivas USA en Major League Soccer. Il décide de se retirer à l'issue de la saison 2014.

### En équipe nationale
Carlos Bocanegra honore sa première sélection avec l'équipe des États-Unis le 9 décembre 2001 lors d'un match contre la Corée du Sud. Durant l'année 2003, il devient le leader de la défense américaine, notamment lors de la Gold Cup et de la Coupe des confédérations. Sa polyvalence lui permet d'évoluer alternativement au poste de défenseur central et sur le côté gauche de la défense.
En 2006, Bocanegra participe à la Coupe du monde et devient capitaine de la sélection américaine un an plus tard. En 2010, il prend part une nouvelle fois au Mondial.
Le 15 novembre 2011, il prend part à sa centième sélection sous le maillot américain lors de la victoire des siens face à la Slovénie (2-3).

## Palmarès
- MLS Rookie of the Year en 2000.
- Vainqueur de la Coupe des États-Unis en 2000.
- Défenseur de l'année de MLS : 2002 et 2003
- Vainqueur de la Gold Cup en 2002 et 2007 avec l'équipe des États-Unis.
- Finaliste de la Coupe de France en 2009.
- Membre du National Soccer Hall of Fame depuis 2020

## Statistiques
| Saison                | Club                       | Championnat           | Championnat | Championnat | Coupe nationale | Coupe nationale | Coupe de la Ligue | Coupe de la Ligue | Compétition(s) continentale(s) | Compétition(s) continentale(s) | Compétition(s) continentale(s) | Séries | Séries | États-Unis | États-Unis | Total | Total |
| Saison                | Club                       | Division              | M.          | B.          | M.              | B.              | M.                | B.                | Comp.                          | M.                             | B.                             | M.     | B.     | M.         | B.         | M.    | B.    |
| 2000                  | Fire de Chicago            | MLS                   | 27          | 1           | 4               | 0               | -                 | -                 | -                              | -                              | -                              | 6      | 0      | -          | -          | 37    | 1     |
| 2001                  | Fire de Chicago            | MLS                   | 15          | 1           | 2               | 0               | -                 | -                 | -                              | -                              | -                              | 6      | 1      | 4          | 0          | 27    | 2     |
| 2002                  | Fire de Chicago            | MLS                   | 26          | 2           | 1               | 0               | -                 | -                 | CCC                            | 3                              | 1                              | 3      | 0      | 4          | 1          | 37    | 4     |
| 2003                  | Fire de Chicago            | MLS                   | 19          | 1           | 4               | 0               | -                 | -                 | -                              | -                              | -                              | 4      | 0      | 12         | 3          | 39    | 4     |
| Sous-total            | Sous-total                 | Sous-total            | 87          | 5           | 11              | 0               | 0                 | 0                 | -                              | 3                              | 1                              | 19     | 1      | 20         | 4          | 140   | 11    |
| 2003-2004             | Fulham FC                  | Premier League        | 15          | 0           | 4               | 0               | -                 | -                 | -                              | -                              | -                              | -      | -      | 1          | 0          | 20    | 0     |
| 2004-2005             | Fulham FC                  | Premier League        | 28          | 1           | 4               | 0               | 3                 | 0                 | -                              | -                              | -                              | -      | -      | 15         | 2          | 50    | 3     |
| 2005-2006             | Fulham FC                  | Premier League        | 22          | 1           | 0               | 0               | 1                 | 0                 | -                              | -                              | -                              | -      | -      | 6          | 0          | 29    | 1     |
| 2006-2007             | Fulham FC                  | Premier League        | 30          | 5           | 3               | 0               | 1                 | 0                 | -                              | -                              | -                              | -      | -      | 7          | 1          | 41    | 6     |
| 2007-2008             | Fulham FC                  | Premier League        | 22          | 1           | 2               | 0               | 2                 | 0                 | -                              | -                              | -                              | -      | -      | 9          | 2          | 35    | 3     |
| Sous-total            | Sous-total                 | Sous-total            | 117         | 8           | 13              | 0               | 7                 | 0                 | -                              | 0                              | 0                              | 0      | 0      | 38         | 5          | 175   | 13    |
| 2008-2009             | Stade rennais              | Ligue 1               | 38          | 1           | 5               | 1               | 0                 | 0                 | C3                             | 4                              | 1                              | -      | -      | 11         | 2          | 58    | 5     |
| 2009-2010             | Stade rennais              | Ligue 1               | 26          | 1           | 2               | 0               | 1                 | 0                 | -                              | -                              | -                              | -      | -      | 14         | 1          | 43    | 2     |
| Sous-total            | Sous-total                 | Sous-total            | 64          | 2           | 7               | 1               | 1                 | 0                 | -                              | 4                              | 1                              | 0      | 0      | 25         | 3          | 101   | 7     |
| 2010-2011             | AS Saint-Étienne           | Ligue 1               | 34          | 2           | 1               | 0               | 1                 | 0                 | -                              | -                              | -                              | -      | -      | 10         | 0          | 46    | 2     |
| 2011-2012             | AS Saint-Étienne           | Ligue 1               | 1           | 0           | -               | -               | -                 | -                 | -                              | -                              | -                              | -      | -      | 1          | 0          | 2     | 0     |
| Sous-total            | Sous-total                 | Sous-total            | 35          | 2           | 1               | 0               | 1                 | 0                 | -                              | 0                              | 0                              | 0      | 0      | 11         | 0          | 48    | 2     |
| 2011-2012             | Rangers FC                 | Premier League        | 29          | 2           | 2               | 0               | 1                 | 0                 | C3                             | 2                              | 1                              | -      | -      | 12         | 1          | 46    | 4     |
| 2012-2013             | Rangers FC                 | Third Division        | 3           | 0           | -               | -               | 2                 | 0                 | -                              | -                              | -                              | -      | -      | -          | -          | 5     | 0     |
| Sous-total            | Sous-total                 | Sous-total            | 32          | 2           | 2               | 0               | 3                 | 0                 | -                              | 2                              | 1                              | 0      | 0      | 12         | 1          | 51    | 4     |
| 2012-2013             | Racing de Santander (prêt) | Liga BBVA             | 22          | 0           | 0               | 0               | -                 | -                 | -                              | -                              | -                              | -      | -      | 4          | 1          | 26    | 1     |
| 2013                  | Chivas USA                 | MLS                   | 11          | 0           | 0               | 0               | -                 | -                 | -                              | -                              | -                              | -      | -      | -          | -          | 11    | 0     |
| 2014                  | Chivas USA                 | MLS                   | 18          | 0           | 0               | 0               | -                 | -                 | -                              | -                              | -                              | -      | -      | -          | -          | 18    | 0     |
| Sous-total            | Sous-total                 | Sous-total            | 29          | 0           | 0               | 0               | 0                 | 0                 | -                              | 0                              | 0                              | 0      | 0      | 0          | 0          | 29    | 0     |
| Total sur la carrière | Total sur la carrière      | Total sur la carrière | 386         | 19          | 34              | 1               | 12                | 0                 | -                              | 9                              | 3                              | 19     | 1      | 110        | 14         | 570   | 38    |